# Usora
Usora (en ciríl·lic: Усора) és un riu del centre-nord de Bòsnia i Hercegovina. Comença amb la confluència de dos rius més petits a la ciutat de Teslić: Mala Usora (mala = petit) i Velika Usora (velika = gran). Usora recorre uns 20 km fins a confluir amb el riu Bosna, al sud de Doboj.